# Kharaysin
Kharaysin es un yacimiento neolítico precerámico situado en la provincia de Zarqa, Jordania.
El yacimiento de Kharaysin, en el municipio de Quneya, fue descubierto en 1984 durante las prospecciones llevadas a cabo en la región de Jerash por Edwars y Thorpe y se sitúa en la confluencia del río Zarqa con un pequeño río tributario, el Wadi Kharaysin, Edwards y Thorpe, 1986. El yacimiento fue identificado, gracias al análisis de los materiales recuperados en superficie, como perteneciente al Neolítico Precerámico B. 
Se trata de un asentamiento de gran extensión, que se estimó en torno a los 600x600 m, alrededor de 36 hectáreas. Es un yacimiento en pendiente que se encuentra en la ladera que une el promontorio de Mutawwaq y la ribera derecha del río Zarqa. En la cima del promontorio se encuentra el yacimiento de la Edad del Bronce de Jebel Al-Mutawwaq.
Desde mayo de 2014 un equipo de investigación del CSIC, la Universidad de Cantabria y la Pontificia Facultad de San Esteban en Salamanca realiza trabajos arqueológicos en este yacimiento financiados por el Ministerio de Cultura de España a través de su programa de Proyectos arqueológicos en el exterior.

## Material arqueológico
El material arqueológico recuperado en la excavación es variado y abundante. La talla laminar bipolar domina la producción lítica. Para esta producción se utilizó algunos sílex locales y algunos sílex de color rosado, este último de importación. Las puntas de tipo Jericó son el tipo de proyectil más común, seguidas por las de tipo Byblos y Amuq. Se encontró una punta Aswad/Helwan en superficie. Los elementos de hoz presentan filos microdenticulados. Un nuevo tipo de útil específico de este yacimiento son laminillas con dos escotaduras opuestas a ambos lados de la laminilla, pudiendo mostrar un par o dos de estas escotaduras simétricas. También se recuperaron algunos buriles, raspadores y denticulados.
Se recuperaron dos figuritas en arcilla, una de las cuales presenta la forma de un peón, mientras la otra es esquemáticamente antropomorfa. Los útiles macrolíticos consisten en molinos y morteros. Los restos de fauna son abundantes. También se encontraron fragmentos de recipientes en piedra. 

## Financiación
El proyecto cuenta con la financiación del Instituto del Patrimonio Cultural de España (IPCE), a través de su programa de Ayudas para proyectos arqueológicos en el exterior, Ministerio de Educación, Cultura y Deporte de España, Ministerio de Economía y Competitividad de España y la Fundación Gerda Henkel de Alemania 